# Семпульно-Краеньске (гмина)
Семпульно-Краеньске (пол. Sępólno Krajeńskie) — гмина (волость) в Польше, входит как административная единица в Семпульненский повет, Куявско-Поморское воеводство. Население — 15 782 человека (на 2004 год).

## Сельские округа
1. Дзехово
2. Илово
3. Яздрово
4. Комерово
5. Лютово
6. Лютувко
7. Нехож
8. Пясечно
9. Радоньск
10. Сикож
11. Свидве
12. Текляново
13. Тшчаны
14. Валдово
15. Валдово
16. Вильково
17. Виснева
18. Висневка
19. Влосцибуж
20. Высока-Краеньска
21. Залесе
22. Збоже
23. Хмельники
24. Гроховец
25. Кавле
26. Скарпа

## Соседние гмины
1. Гмина Дебжно
2. Гмина Гостыцын
3. Гмина Кенсово
4. Гмина Камень-Краеньски
5. Гмина Сосьно
6. Гмина Венцборк